# Arkadiusz z Mauretanii
Arkadiusz z Mauretanii (ur. ok. 284 w Cezarei Mauretańskiej, zm. ok. 305) – męczennik chrześcijański, święty Kościoła katolickiego.

## Żywot

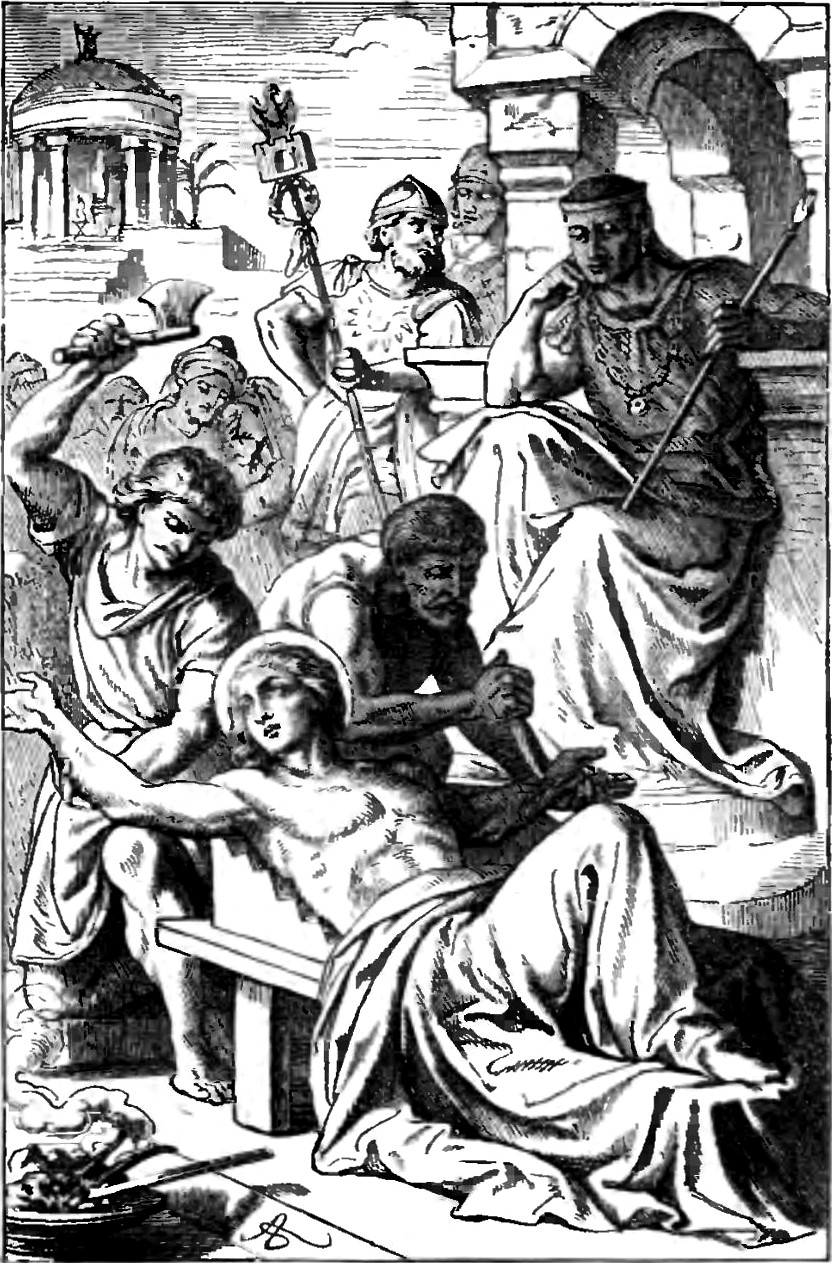
Męczeństwo świętego Arkadiusza – ilustracja z książki „Żywoty Świętych Pańskich na wszystkie dnie roku”

Święty Arkadiusz urodził się w Cezarei Mauretańskiej w dzisiejszym Szarszalu w Algierii (fr. Cherchell).
Żył za panowania Dioklecjana, który pastwił się nad chrześcijanami z powodu ich wiary. Aby ujść z życiem, Arkadiusz musiał uciekać poza miasto. Na wieść o aresztowaniu jego rodziny powrócił do miasta w 305 i stawił się przed sędzią. Był namawiany do dobrowolnego porzucenia chrześcijaństwa. Odmówiwszy, trafił do więzienia, gdzie zginął wskutek brutalnych tortur - połamano mu nogi i został ukrzyżowany.
Autentyczność jego męczeństwa potwierdza Passio oraz pisma św. Zenona z Werony, który również pochodził z Cezarei Mauretańskiej.

## Wspomnienie liturgiczne
Jego wspomnienie liturgiczne obchodzone jest 12 stycznia.

## Ikonografia

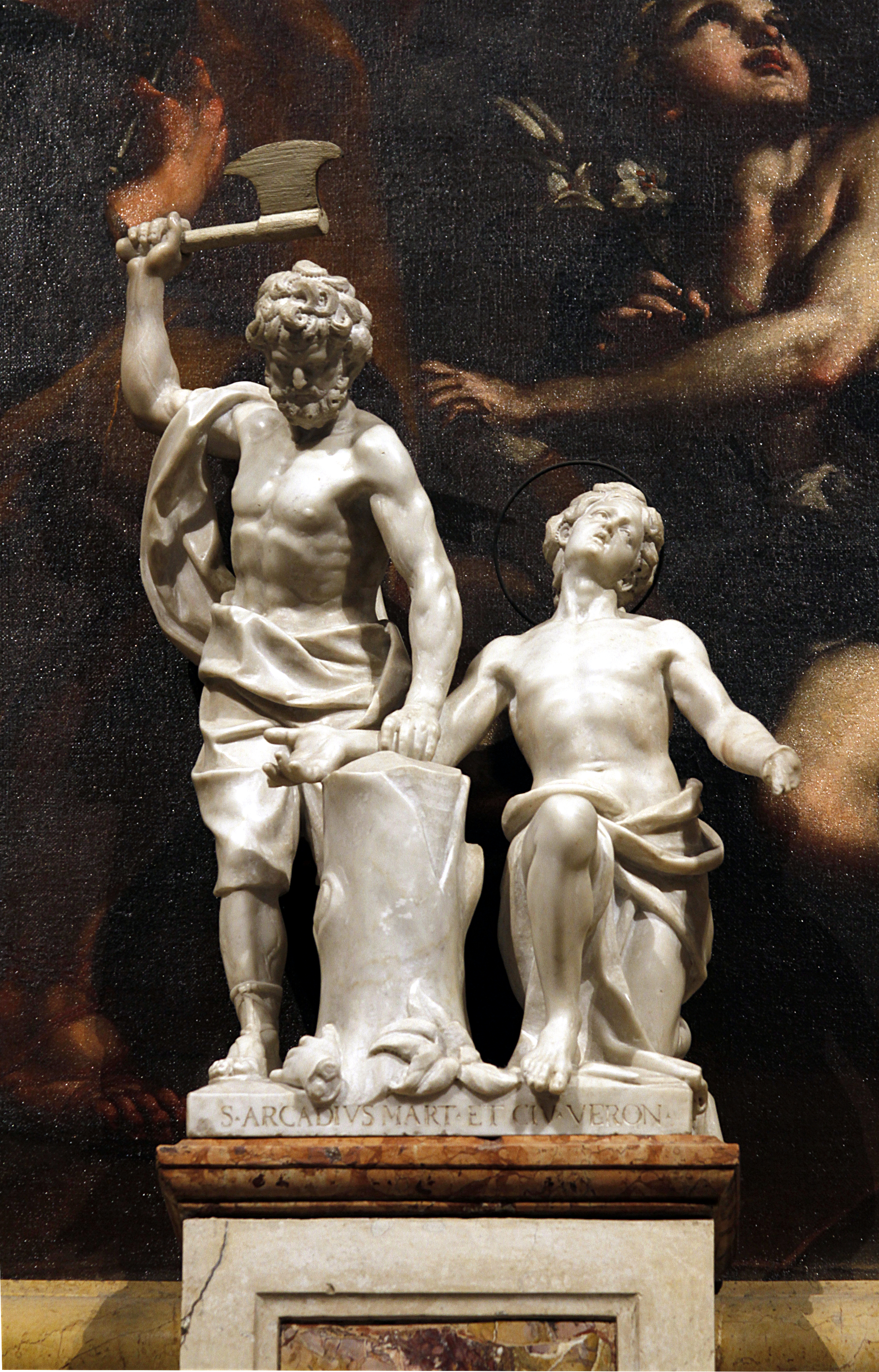
Męczeństwo św. Arkadiusza - rzeźba w kaplicy św. Dionizego w Weronie

W ikonografii jest przedstawiany jako młodzieniec skuty kajdanami trzymający palmę męczeństwa i miecz, niekiedy na stole tortur lub obok katów.